# Беларусь на «Евровидении-2018»
Беларусь участвовала в 2018 году в конкурсе песни «Евровидение» в юбилейный 15-й раз — страну представил украинский певец Alekseev с песней «Forever». Конкурс состоялся в португальском городе Лиссабоне, благодаря победе Салвадора Собрала с песней «Amar pelos dois» на «Евровидении-2017».

## Национальный отбор
11 января 2018 года украинский певец Alekseev участвовал в национальном отборе Евровидения 2018 от Республики Беларусь, где он исполнил англоязычную версию песни «Навсегда» под названием «Forever». По результатам прослушивания, Никита прошел в финал, который состоялся 16 февраля 2018 года. В прямом эфире финала национального отбора, зрители и жюри выбрали его в качестве представителя Беларуси на Евровидении 2018.
Песня «Forever» стала первой англоязычной композицией в репертуаре Никита Алексеева. Она впервые была опубликована в ноябре 2017 года. По словам музыканта, эта любовная песня носила персональный характер: «Это очень личный номер. Трепетная работа, которая очень хорошо выражает моё внутреннее состояние».

## Финальная часть
Для финальной части конкурса был выбран номер, отличавшийся от того, что использовался в национальном отборе. Режиссёром-постановщиком стал Олег Боднарчук, известный по работе в шоу America's Got Talent, а также M1 Music Awards. В преддверии выступления Alekseev провёл концертный тур, включавший выступления в Баку, Москве, Таллине, Амстердаме, Мадриде, а также в городах Литвы и Молдовы. Режиссёр Алан Бадоев снял на песню «Forever» видеоклип, в котором рассказывалась история исполнителя и раскрывались его увлечения.
Alekseev выступил в первой половине первого полуфинала, который прошел 8 мая 2018 года в столице Португалии, городе Лиссабоне. По итогам полуфинала он набрал 65 баллов и занял 16 место из 19 участников, не пройдя в финал. Этот результат стал одним из наихудших за всё время участия Беларуси в европейском песенном конкурсе, наряду с выступлениями Полины Смоловой, Руслана Алехно и группы Litesound. Песня в исполнении Никиты Алексеева удостоилась высоких оценок лишь от жюри из Армении (10 баллов) и Азербайджана (12 баллов); за него также проголосовали в Албании (7 баллов), Литве и Эстонии (по 6 баллов), а также в Финляндии, Болгарии, Греции и на Кипре.